# Savonlinna (Verwaltungsgemeinschaft)

Lage der Verwaltungsgemeinschaft Savonlinna in Finnland

Die Verwaltungsgemeinschaft Savonlinna (finnisch Savonlinnan seutukunta) ist eine von drei Verwaltungsgemeinschaften (seutukunta) der finnischen Landschaft Südsavo. Zu ihr gehören die folgenden fünf Städte und Gemeinden:
- Enonkoski
- Heinävesi
- Savonlinna
- Savonranta
- Sulkava

Kerimäki und Punkaharju gehörten bis zu ihrer Eingemeindung nach Savonlinna 2013 als eigenständige Gemeinden zur Verwaltungsgemeinschaft Savonlinna.